# Pietro Paolo Sabbatini
Pietro Paolo Sabbatino o Sabbatini (Roma, 1600 - 1657) fou un compositor italià del Barroc.
Fou mestre de capella de l'Arxiconfraria de la Mort i Oració i de San Luigi dei Francesi, en aquella capital, i entre els seus alimnes tingué en Antonio di Miari. Fecund compositor i molt docte, produí nombroses obres religioses i profanes, a una i diverses veus, amb acompanyament instrumental i a solo. Foren publicats diversos quaderns de madrigals, villanesques, intermigs, arietes i cançons espirituals, capricis, salms, lletanies i un tractat que porta per títol Toni ecclesiastici colle sue intonazioni all'uso romano; Modo per sonare il basso continuo (Roma, 1650).